# Hidan no Aria
Hidan no Aria (緋弾のアリア, Aria the Scarlet Ammo) est un light novel japonais, créé par Akamatsu Chuugaku, contenant des illustrations de Kobuichi. Il parait depuis août 2008, et quarante-trois volumes ont été publiés au Japon en juin 2025. Il est adapté en manga par Yoshino Koyoka depuis septembre 2009, lui-même adapté en anime de douze épisodes entre avril et juin 2011.
Une série dérivée de Shogako Tachibana nommée Hidan no Aria AA est prépubliée dans le magazine Young Gangan entre 2010 et 2018. Une adaptation en anime produite par Doga Kobo est diffuse entre octobre et décembre 2015.

## Synopsis
Kinji Tōyama, élève en seconde année dans la section d'investigation de la Tokyo Butei High School (établissement spécialisé dans la formation de détectives armés), ne mène pas une vie d'adolescent ordinaire.
Son quotidien se résume à traquer des criminels. Un jour, il loupe son bus de 7h58 le menant au lycée. Il décide alors de prendre son vélo. Après avoir pédalé quelques mètres, Kinji se rend compte qu'il est tombé dans un piège. Une bombe a été posée sur son vélo par un tueur de Butei. Kinji est alors miraculeusement secouru par Kanzaki H. Aria, une jeune fille super-active, adepte des combinaisons armes à feu/katanas et as de la section d'assaut. Depuis leur rencontre, ils ne se quitteront plus. Kinji, suivi de près par Aria qui se retrouve dans la même classe et qui n'hésite pas à squatter chez lui pour l'obliger à devenir son partenaire, va être amené à replonger dans l'univers des Butei, la quête d'Aria et les tourments de son propre passé.

## Personnages

### Personnages principaux
Kinji Tōyama (遠山 キンジ, Tōyama Kinji)
Voix japonaise : Junji Majima
Le protagoniste de l'histoire. Kinji a 16 ans. Butei classé au rang E, alors qu'à l'examen d'entrée il était classé rang S (rang hors-norme, le plus élevé), il a une parfaite maîtrise des armes et des arts martiaux. C'est un personnage peu enthousiaste et son souhait le plus cher est de quitter son lycée et de retrouver une vie normale. Complètement ordinaire en temps normal, Kinji possède cependant un talent héréditaire, le Hysteria Mode. Mais pour que ce talent s'exprime, il faut qu'il soit sexuellement excité. Il est le partenaire (esclave) d'Aria, tous deux vivent ensemble dans sa chambre.
À ce moment, il devient un gentleman beau parleur et acquiert les capacités d'un véritable Butei.
Il est très protecteur et s'inquiète souvent à propos d'Aria, si elle est blessée ou en danger. Il semble qu'il éprouve des sentiments pour elle mais a peur de lui dire.
Kanzaki H. Aria (神崎・H・アリア, Kanzaki H Aria)
Voix japonaise : Rie Kugimiya
Jeune fille de 16 ans, Butei classée au rang S, 1,42 m, 42 kg, groupe sanguin O+, elle manie parfaitement bien deux katana et deux pistolets, on la surnom Aria la Quatra vu qu'elle manie quatre armes. En plus de maîtriser les arts martiaux. Malgré sa petite taille, elle est une fille très forte et déterminée dans tout ce qu'elle entreprend. Elle déteste tout ce qui est faible, et qui se facilite à l'abandon. Son plat favori est le Momoman (brioche à la pêche). Elle adore tout ce qui est kawaii. Elle veut que Kinji soit son partenaire car il l'a impressionné par sa force lorsqu'il l'a vu pour la première fois. Elle l'appelle imbécile Kinji.
On apprend dans l'épisode 4 de l'anime qu'Aria est la descendante de Sherlock Holmes.
Elle éprouve des sentiments amoureux envers Kinji mais a peur de lui avouer car il se comporte souvent de façon immature.

### Personnages secondaires
Shirayuki Hotogi (星伽 白雪, Hotogi Shirayuki)
Voix japonaise : Mikako Takahashi
Shirayuki est l'amie d'enfance de Kinji. Gentille et timide, c'est un vrai cordon bleu. Elle passe souvent chez Kinji pour savoir s'il va bien, elle lui prépare également de nombreux plats savoureux. Elle est très jalouse quand Kinji se retrouve avec une autre fille. Elle est très follement amoureuse de Kinji et veut tout faire pour attirer son attention car elle souhaite devenir sa femme. Elle considère Aria comme une rivale car elle vit chez Kinji et passe beaucoup de temps avec lui. Elle a même essayé de la tuer.
Riko Mine (峰 理子, Mine Riko)
Voix japonaise : Mariya Ise
Butei classée de rang A, en Inquesta, elle sait rapporter des informations rapidement (elle est douée pour le hacking). Ce qu'elle adore, ce sont les jeux "Les sœurs gothiques" et personnaliser son uniforme. Elle adore tous les looks Lolita.
On apprend dans l'épisode 4 de l'anime qu'elle est la descendante de Lupin III et de Fujiko Mine, et qu'elle veut se venger d'Aria, la descendante de Sherlock Holmes, car leurs arrières grand-pères étaient rivaux. Lors du dernier combat, ils avaient été égalités.
Le vrai nom de Riko est Riko Mine Lupin la Quatrième.
Reki (レキ, Reki)
Voix japonaise : Kaori Ishihara
C'est une sniper de rang S. Paraissant froide, elle a un talent inégalé pour le tir longue distance. On apprendra plus tard qu'elle est très douée pour apprivoiser les animaux

## Light novel
| no | Japonais          | Japonais          |
| no | Date de sortie    | ISBN              |
| -- | ----------------- | ----------------- |
| 1  | 25 août 2008      | 978-4-8401-2401-0 |
| 2  | 25 décembre 2008  | 978-4-8401-2600-7 |
| 3  | 25 mars 2009      | 978-4-8401-2720-2 |
| 4  | 25 août 2009      | 978-4-8401-2873-5 |
| 5  | 25 décembre 2009  | 978-4-8401-3126-1 |
| 6  | 23 avril 2010     | 978-4-8401-3281-7 |
| 7  | 25 août 2010      | 978-4-8401-3486-6 |
| 8  | 24 décembre 2010  | 978-4-8401-3678-5 |
| 9  | 25 mars 2011      | 978-4-8401-3859-8 |
| 10 | 25 juillet 2011   | 978-4-8401-3969-4 |
| 11 | 22 décembre 2011  | 978-4-8401-4331-8 |
| 12 | 25 mai 2012       | 978-4-8401-4579-4 |
| 13 | 24 août 2012      | 978-4-8401-4682-1 |
| 14 | 25 avril 2013     | 978-4-8401-5161-0 |
| 15 | 25 août 2013      | 978-4-8401-5283-9 |
| 16 | 25 décembre 2013  | 978-4-04-066156-8 |
| 17 | 25 avril 2014     | 978-4-04-066717-1 |
| 18 | 25 août 2014      | 978-4-04-066954-0 |
| 19 | 25 décembre 2014  | 978-4-04-067314-1 |
| 20 | 25 mai 2015       | 978-4-04-067612-8 |
| 21 | 25 août 2015      | 978-4-04-067750-7 |
| 22 | 25 avril 2016     | 978-4-04-068011-8 |
| 23 | 25 août 2016      | 978-4-04-068600-4 |
| 24 | 23 décembre 2016  | 978-4-04-068772-8 |
| 25 | 25 avril 2017     | 978-4-04-069183-1 |
| 26 | 25 septembre 2017 | 978-4-04-069397-2 |
| 27 | 25 janvier 2018   | 978-4-04-069607-2 |
| 28 | 25 mai 2018       | 978-4-04-069863-2 |
| 29 | 25 août 2018      | 978-4-04-065096-8 |
| 30 | 25 décembre 2018  | 978-4-04-065387-7 |
| 31 | 25 juin 2019      | 978-4-04-065794-3 |
| 32 | 25 décembre 2019  | 978-4-04-064260-4 |
| 33 | 25 juin 2020      | 978-4-04-064731-9 |
| 34 | 25 décembre 2020  | 978-4-04-680074-9 |
| 35 | 25 juin 2021      | 978-4-04-680514-0 |
| 36 | 24 décembre 2021  | 978-4-04-680999-5 |
| 37 | 24 juin 2022      | 978-4-04-681479-1 |
| 38 | 23 décembre 2022  | 978-4-04-682032-7 |
| 39 | 23 juin 2023      | 978-4-04-682565-0 |
| 40 | 25 décembre 2023  | 978-4-04-682981-8 |
| 41 | 25 juin 2024      | 978-4-04-683701-1 |
| 42 | 25 décembre 2024  | 978-4-04-684342-5 |
| 43 | 25 juin 2025      | 978-4-04-684342-5 |

## Manga
Une adaptation en manga a vu le jour en septembre 2009, prépublié dans le magazine Monthly Comic Alive de Media Factory. La première partie adaptant les 6 premiers tomes du light novel s'est terminée en septembre 2017 avec un total de 16 tomes. La deuxième partie intitulée Hidan no Aria - Shiden no Majo (緋弾のアリア 紫電の魔女) est publiée en quatre tomes entre mai 2018 et août 2019, et adapte les tomes 7 à 9 du light novel. La troisième partie intitulée Hidan no Aria - G no Ketsuzoku (緋弾のアリア Gの血族) est publiée depuis 2020, et adapte les tomes 10 et 11 du light novel ainsi que le spin off Hidan no Aria - Reloaded Cast Off Table.
Une série dérivée nommée Hidan no Aria AA est prépubliée dans Young Gangan et compilée en 14 tomes entre 2010 et 2018. Elle est basée sur le personnage d'Akari Mamiya.

### Hidan no Aria
| no | Japonais          | Japonais          |
| no | Date de sortie    | ISBN              |
| -- | ----------------- | ----------------- |
| 1  | 23 avril 2010     | 978-4-8401-3316-6 |
| 2  | 23 août 2010      | 978-4-8401-3362-3 |
| 3  | 23 mars 2011      | 978-4-8401-3770-6 |
| 4  | 23 juillet 2011   | 978-4-8401-4014-0 |
| 5  | 22 décembre 2011  | 978-4-8401-4080-5 |
| 6  | 23 mai 2012       | 978-4-8401-4468-1 |
| 7  | 22 décembre 2012  | 978-4-8401-4765-1 |
| 8  | 23 août 2013      | 978-4-8401-5304-1 |
| 9  | 21 décembre 2013  | 978-4-04-066145-2 |
| 10 | 23 août 2014      | 978-4-04-066828-4 |
| 11 | 22 décembre 2014  | 978-4-04-067219-9 |
| 12 | 22 août 2015      | 978-4-04-067574-9 |
| 13 | 23 janvier 2016   | 978-4-04-067856-6 |
| 14 | 23 septembre 2016 | 978-4-04-068547-2 |
| 15 | 23 mars 2017      | 978-4-04-069123-7 |
| 16 | 23 septembre 2017 | 978-4-04-069368-2 |
| 17 | 23 mai 2018       | 978-4-04-069832-8 |
| 18 | 23 août 2018      | 978-4-04-065147-7 |
| 19 | 23 février 2019   | 978-4-04-065558-1 |
| 20 | 23 août 2019      | 978-4-04-065869-8 |
| 21 | 21 février 2020   | 978-4-04-064378-6 |
| 22 | 20 août 2020      | 978-4-04-064842-2 |
| 23 | 22 février 2021   | 978-4-04-680148-7 |
| 24 | 21 juillet 2021   | 978-4-04-680543-0 |
| 25 | 22 février 2022   | 978-4-04-681130-1 |
| 26 | 21 février 2025   | 978-4-04-684090-5 |

### Hidan no Aria AA
| no | Japonais          | Japonais          |
| no | Date de sortie    | ISBN              |
| -- | ----------------- | ----------------- |
| 1  | 23 mars 2011      | 978-4-7575-3180-2 |
| 2  | 23 juillet 2011   | 978-4-7575-3295-3 |
| 3  | 22 décembre 2011  | 978-4-7575-3434-6 |
| 4  | 23 mai 2012       | 978-4-7575-3606-7 |
| 5  | 22 décembre 2012  | 978-4-7575-3838-2 |
| 6  | 22 août 2013      | 978-4-7575-3946-4 |
| 7  | 21 décembre 2013  | 978-4-7575-4180-1 |
| 8  | 23 août 2014      | 978-4-7575-4398-0 |
| 9  | 23 janvier 2015   | 978-4-7575-4511-3 |
| 10 | 18 septembre 2015 | 978-4-7575-4734-6 |
| 11 | 25 janvier 2016   | 978-4-7575-4866-4 |
| 12 | 21 avril 2017     | 978-4-7575-5330-9 |
| 13 | 23 janvier 2018   | 978-4-7575-5548-8 |
| 14 | 23 août 2018      | 978-4-7575-5820-5 |

## Anime
Un anime de 12 épisodes a été réalisé entre avril et juillet 2011 par le studio J.C. Staff. Le générique d'ouverture est Scarlet Ballet par May'n et le générique de fin est Camellia no hitomi (カメリアの瞳, Kameria no hitomi) par Aiko Nakano.

### Liste des épisodes
| No  | Titre français | Titre japonais             | Titre japonais                 | Date de 1re diffusion |
| No  | Titre français | Kanji                      | Rōmaji                         | Date de 1re diffusion |
| --- | -------------- | -------------------------- | ------------------------------ | --------------------- |
| 1   |                |                            | La Bambina                     | 14 avril 2011         |
| 2   |                | 双剣双銃のアリア           | Kadora no Aria                 | 21 avril 2011         |
| 3   |                | ファースト・ミッション     | Fāsuto Misshon                 | 28 avril 2011         |
| 4   |                | 武偵殺し                   | Butei Goroshi                  | 5 mai 2011            |
| 5   |                | 武偵憲章１条               | Butei Kenshō Ichijō            | 12 mai 2011           |
| 6   |                | 天国への階段               | Tengoku he No Kaidan           | 19 mai 2011           |
| 7   |                | かごのとり                 | Kago no Tori                   | 26 mai 2011           |
| 8   |                | 魔剣(デュランダル)         | Durandaru                      | 2 juin 2011           |
| 9   |                | 蜂蜜色の罠(ハニートラップ) | Hanii Torappu                  | 9 juin 2011           |
| 10  |                | 特訓                       | Tokkun                         | 16 juin 2011          |
| 11  |                | 潜入                       | Sennyū                         | 30 juin 2011          |
| 12  |                | ブラド                     | Burado                         | 30 juin 2011          |
| OAV |                | 武偵が着たりて温泉研修     | Butei ga Kitarite Onsen Kensyū | 21 décembre 2011      |

### DVD/Blu-ray
| Édition japonaise | Édition japonaise  | Édition japonaise |
| Coffret           | Date de sortie     |                   |
| ----------------- | ------------------ | ----------------- |
| 1                 | 22 juin 2011,      |                   |
| 2                 | 27 juillet 2011,   |                   |
| 3                 | 24 août 2011,      |                   |
| 4                 | 21 septembre 2011, |                   |
| 5                 | 26 octobre 2011,   |                   |
| 6                 | 25 novembre 2011,  |                   |
| 7                 | 21 décembre 2011,  |                   |

## Autres publications
Plusieurs livres dérivés sont sortis au Japon : un yonkoma est sorti le 23 mai 2012, un art book est sorti le 24 août 2012 et un livre basé sur la série télévisée est sorti le 25 décembre 2012.

### Light novel
1. 1 2  Tome 1
2. 1 2  Tome 2
3. 1 2  Tome 3
4. 1 2  Tome 4
5. 1 2  Tome 5
6. 1 2  Tome 6
7. 1 2  Tome 7
8. 1 2  Tome 8
9. 1 2  Tome 9
10. 1 2  Tome 10
11. 1 2  Tome 11
12. 1 2  Tome 12
13. 1 2  Tome 13
14. 1 2  Tome 14
15. 1 2  Tome 15
16. 1 2  Tome 16
17. 1 2  Tome 17
18. 1 2  Tome 18
19. 1 2  Tome 19
20. 1 2  Tome 20
21. 1 2  Tome 21
22. 1 2  Tome 22
23. 1 2  Tome 23
24. 1 2  Tome 24
25. 1 2  Tome 25
26. 1 2  Tome 26
27. 1 2  Tome 27
28. 1 2  Tome 28
29. 1 2  Tome 29
30. 1 2  Tome 30
31. 1 2  Tome 31
32. 1 2  Tome 32
33. 1 2  Tome 33
34. 1 2  Tome 34
35. 1 2  Tome 35
36. 1 2  Tome 36
37. 1 2  Tome 37
38. 1 2  Tome 38
39. 1 2  Tome 39
40. 1 2  Tome 40
41. 1 2  Tome 41
42. 1 2  Tome 42
43. 1 2  Tome 43

### Manga
Hidan no Aria
1. 1 2  Tome 1
2. 1 2  Tome 2
3. 1 2  Tome 3
4. 1 2  Tome 4
5. 1 2  Tome 5
6. 1 2  Tome 6
7. 1 2  Tome 7
8. 1 2  Tome 8
9. 1 2  Tome 9
10. 1 2  Tome 10
11. 1 2  Tome 11
12. 1 2  Tome 12
13. 1 2  Tome 13
14. 1 2  Tome 14
15. 1 2  Tome 15
16. 1 2  Tome 16
17. 1 2  Tome 17
18. 1 2  Tome 18
19. 1 2  Tome 19
20. 1 2  Tome 20
21. 1 2  Tome 21
22. 1 2  Tome 22
23. 1 2  Tome 23
24. 1 2  Tome 24
25. 1 2  Tome 25
26. 1 2  Tome 26

Hidan no Aria AA
1. 1 2  Tome 1
2. 1 2  Tome 2
3. 1 2  Tome 3
4. 1 2  Tome 4
5. 1 2  Tome 5
6. 1 2  Tome 6
7. 1 2  Tome 7
8. 1 2  Tome 8
9. 1 2  Tome 9
10. 1 2  Tome 10
11. 1 2  Tome 11
12. 1 2  Tome 12
13. 1 2  Tome 13
14. 1 2  Tome 14